# Monts Kanga
Les monts Kanga sont un massif du Mayombe dans la région de Bouenza au Congo-Brazzaville, au sud de la Niari. Leur point culminant s'élève à une altitude de 765 m.